# Plattsmouth
Plattsmouth is een plaats (city) in het oosten van de Amerikaanse staat Nebraska. De stad, gesticht in 1855, is de bestuurszetel van Cass County.

## Demografie
Bij de volkstelling in 2000 werd het aantal inwoners vastgesteld op 6887.
In 2006 is het aantal inwoners door het United States Census Bureau geschat op 7047, een stijging van 160 (2,3%).

## Geografie
Plattsmouth ligt aan de rivier de Missouri. De stad is vernoemd naar de monding van de Platte River in de Missouri, acht kilometer ten noorden van de stad.
Volgens het United States Census Bureau beslaat de plaats een oppervlakte van
7,5 km², geheel bestaande uit land. Plattsmouth ligt op ongeveer 345 meter boven zeeniveau.

## Plaatsen in de nabije omgeving
De onderstaande figuur toont nabijgelegen plaatsen in een straal van 20 kilometer rond Plattsmouth.